# Rock indigeno
Il rock indigeno o aborigeno si riferisce a uno stile musicale che mescola musica rock con la strumentazione e gli stili di canto delle popolazioni indigene. Due paesi con importanti scene rock aborigene sono l'Australia e il Canada. 

## Australia
In Australia, il rock aborigeno mescola stili e strumenti rock (ad es. elettrico ( chitarra, basso e batteria ) con strumenti indigeni australiani come il Didgeridoo e le clapsticks. Il rock aborigeno è principalmente suonato da band indigene, sebbene alcune band includano membri non aborigeni. 
Tra i principali gruppi si ricordano i Yothu Yindi, Us Mob e No Fixed Address. I Yothu Yindi con la cantante Mandawuy Yunupingu, hanno politicizzato testi come "Treay" del 1991. Altre canzoni si riferiscono più in generale alla cultura aborigena. Un'altra band importante è la Warumpi Band, in tournée con i Midnight Oil. La Warumpi Band si concentra maggiormente sugli aspetti aborigeni della musica, piuttosto che sul suono rock come gli Yothu Yindi. Negli anni 2000, band aborigene come NoKTuRNL hanno adottato un suono rap metal o nu metal. Le istituzioni formative comprendono il Centro aborigeno per le arti dello spettacolo sponsorizzato dal governo. 
Canzoni famose includono Treaty, My Island Home e Blackfella/Whitefella. 

## Canada
Le popolazioni indigene canadesi includono First Nations, Métis e Inuit . Alcuni esempi di gruppi rock o artisti indigeni canadesi includono A Tribe Called Red, Edward Gamblin, George Leach, Derek Miller, Breach of Trust, Kashtin, Bruthers of Different Muthers, Digging Roots e Burnt Project 1 . 

## Ecuador
Diversi gruppi in Ecuador hanno utilizzato elementi musicali indigeni nella musica rock a partire dagli anni '90. Rocola Bacalao ha integrato ritmi andini e nei testi fa riferimenti a città indigene emblematiche, come Pujilí a Cotopaxi. Sal y Mileto e Casería de Lagartos hanno coniato il genere del nuovo rock ecuadoriano. Tuttavia, negli anni '80 e nei primi anni '90 il ritmo sociale espresso dal rock ecuadoriano era caratterizzato da disperazione e resistenza o persino dalla rassegnazione contro la repressione. Con l'emergere di un potente movimento indigeno, il ritmo è cambiato. I riferimenti più emblematici si rivolgono all'impatto politico del movimento indigeno grazie al lavoro del gruppo metal Aztra e al gruppo hardcore CURARE nati all'inizio degli anni 2000, durante l'apice della protesta sociale indigena contro il neoliberismo e per la democratizzazione (etnica). 